# Joseph M. Root

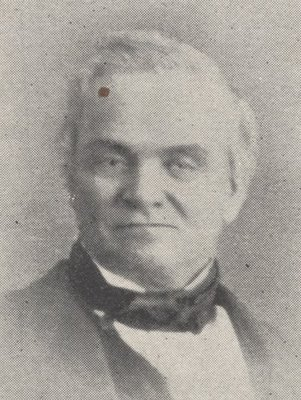
Joseph M. Root

Joseph Mosley Root (* 7. Oktober 1807 in Brutus, Cayuga County, New York; † 7. April 1879 in Sandusky, Ohio) war ein US-amerikanischer Politiker der United States Whig Party und der Free Soil Party. Von 1845 bis 1851 war er Mitglied des Repräsentantenhauses der Vereinigten Staaten für den 21. Kongressdistrikt des Bundesstaates Ohio.

## Biografie
Joseph Root wurde in Brutus geboren und besuchte dort die öffentlichen Schulen. In Auburn studierte er Jura. 1829 zog er nach Ohio um. Dort wurde er 1830 als Rechtsanwalt zugelassen und praktizierte fortan in einer Anwaltskanzlei in Norwalk. 1837 wurde er zum Staatsanwalt des Huron County gewählt. Im Senat von Ohio saß Root von 1840 bis 1841.
Als Vertreter der Whig Party wurde er 1844 ins US-Repräsentantenhaus gewählt. 1846 wurde er wieder gewählt. Zu den Kongresswahlen 1848 kandidierte Root als Kandidat der Free Soil Party und wurde erneut ins Repräsentantenhaus gewählt. In der Zeit von 1847 bis 1849 war er Chairman (Vorsitzender) des heutigen Committee on Oversight an Government Reform. 1851 schied er aus dem Repräsentantenhaus aus. Im Nachgang zu den Präsidentschaftswahlen 1860 war er als Vertreter der Republikanischen Partei Mitglied des Wahlmännerkollegiums. Zum United States Attorney für den nördlichen Distrikt von Ohio wurde er 1861 ernannt. 1869 war er erneut Mitglied im Senat von Ohio.
Joseph Root starb 1879 in Sandusky. Er wurde dort auf dem Oakland Cemetery beigesetzt.